# Red Bull RB15
Chronologie des modèles (2019)
Red Bull RB14 Red Bull RB16
La Red Bull RB15 est la monoplace de Formule 1 engagée par Red Bull Racing et conçue par l'ingénieur britannique Adrian Newey, dans le cadre du championnat du monde de Formule 1 2019. Elle est pilotée par le Français Pierre Gasly, après le départ de Daniel Ricciardo chez Renault, et par le Néerlandais Max Verstappen. Le pilote-essayeur est le Suisse Sébastien Buemi. Pour la première fois de son histoire, l'écurie autrichienne est propulsée par un moteur Honda. La RB15 est lancée par Red Bull Racing le 13 février 2018 à son usine de Milton Keynes.
Pierre Gasly est remplacé au volant de la RB15 par Alexander Albon, en provenance de la Scuderia Toro Rosso, à partir du Grand Prix de Belgique.

## Création de la monoplace
Première année du partenariat avec le motoriste japonais Honda, la RB15 se caractérise par la nouvelle réglementation aérodynamique établie pour la saison 2019 avec un aileron avant simplifié, l'aileron arrière et une augmentation de la taille d'ouverture du DRS.

## Résultats en championnat du monde de Formule 1
Durant la trêve estivale, Pierre Gasly est remplacé au volant de la RB15 par Alexander Albon, en provenance de la Scuderia Toro Rosso, à partir du Grand Prix de Belgique ; il finit la saison aux côtés de Daniil Kvyat chez Toro Rosso.
| Saison | Écurie                       | Moteur                        | Pneus   | Pilotes         | Courses | Courses | Courses | Courses | Courses | Courses | Courses | Courses | Courses | Courses | Courses | Courses | Courses | Courses | Courses | Courses | Courses | Courses | Courses | Courses | Courses | Points inscrits | Classement |
| Saison | Écurie                       | Moteur                        | Pneus   | Pilotes         | 1       | 2       | 3       | 4       | 5       | 6       | 7       | 8       | 9       | 10      | 11      | 12      | 13      | 14      | 15      | 16      | 17      | 18      | 19      | 20      | 21      | Points inscrits | Classement |
| ------ | ---------------------------- | ----------------------------- | ------- | --------------- | ------- | ------- | ------- | ------- | ------- | ------- | ------- | ------- | ------- | ------- | ------- | ------- | ------- | ------- | ------- | ------- | ------- | ------- | ------- | ------- | ------- | --------------- | ---------- |
| 2019   | Aston Martin Red Bull Racing | Honda V6 turbo hybride RA619H | Pirelli |                 | AUS     | BAH     | CHI     | AZE     | ESP     | MON     | CAN     | FRA     | AUT     | GBR     | ALL     | HON     | BEL     | ITA     | SIN     | RUS     | JAP     | MEX     | USA     | BRE     | ABU     | 417             | 3e         |
| 2019   | Aston Martin Red Bull Racing | Honda V6 turbo hybride RA619H | Pirelli | Pierre Gasly    | 11e     | 8e      | 6e      | Abd.    | 6e      | 5e      | 8e      | 10e     | 7e      | 4e      | 14e*    | 6e      |         |         |         |         |         |         |         |         |         | 417             | 3e         |
| 2019   | Aston Martin Red Bull Racing | Honda V6 turbo hybride RA619H | Pirelli | Max Verstappen  | 3e      | 4e      | 4e      | 4e      | 3e      | 4e      | 5e      | 4e      | 1er     | 5e      | 1er     | 2e      | Abd.    | 8e      | 3e      | 4e      | Abd.    | 6e      | 3e      | 1er     | 2e      | 417             | 3e         |
| 2019   | Aston Martin Red Bull Racing | Honda V6 turbo hybride RA619H | Pirelli | Alexander Albon |         |         |         |         |         |         |         |         |         |         |         |         | 5e      | 6e      | 6e      | 5e      | 4e      | 5e      | 5e      | 14e     | 6e      | 417             | 3e         |

Légende : ici
- *Le pilote n'a pas terminé la course mais est classé pour avoir parcouru 90% de la distance prévue